# Mečislav Borák
Mečislav Borák (ur. 31 stycznia 1945, zm. 15 marca 2017) – czeski historyk i muzealnik, profesor Śląskiego Uniwersytetu w Opawie.

## Życiorys
Studiował publicystykę na Uniwersytecie Karola w Pradze. Pracował między innymi w  Śląskim Muzeum w Opawie oraz w Śląskim Instytucie Czechosłowackiej Akademii Nauk w Opawie. Po 1989 wykładał na Uniwersytecie Ostrawskim, Uniwersytecie Palackiego w Ołomuńcu oraz na Uniwersytecie Śląskim w Opawie. Specjalizował się między innymi w historii Śląska Cieszyńskiego w XX wieku i relacjach czesko-polskich. Zajmował się również zagadnieniem totalitaryzmów europejskich. Był autorem publikacji dotyczących historii niemieckiej okupacji na Śląsku Cieszyńskim oraz stalinowskich represji dotyczących mieszkańców śląskiego, czesko-polskiego pogranicza oraz represji wobec obywateli Czechosłowacji na terenie ZSRR po II wojnie światowej. Prof. Borák był również autorem pionierskich publikacji dotyczących ofiary zbrodni katyńskiej z obszaru byłej Czechosłowacji i Zaolzia oraz autorem scenariusza filmu dokumentalnego pt. „Zločin jménem Katyň”.